# Drew Barrymore

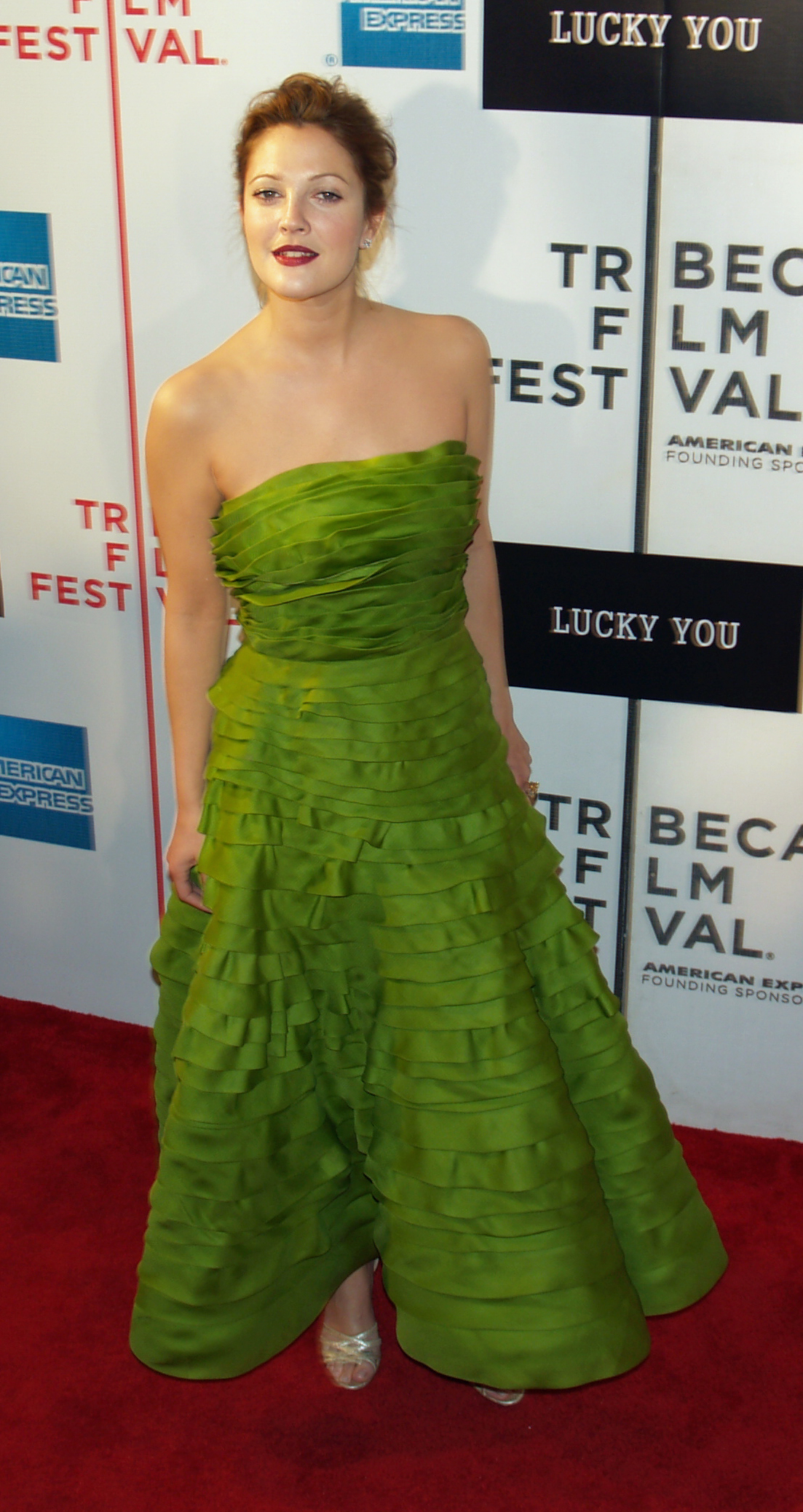
Drew Barrymore podczas Tribeca Film Festival w maju 2007 roku

Drew Blythe Barrymore (ur. 22 lutego 1975 w Culver City) – amerykańska aktorka, autorka, reżyserka, modelka i producentka filmowa. Zdobywczyni Złotego Globu za rolę w filmie telewizyjnym Szare ogrody.

## Życiorys

### Wczesne lata
Urodziła się w Culver City w Kalifornii rodzinie aktorskiej jako córka Johna Drew Barrymore (1932–2004) i Jaid (z domu Ildikó Jaid Makó; ur. 1946). Jej babka ze strony ojca Dolores Costello (1903-1979) była aktorką, a jej dziadek John Barrymore (1882-1942) to znany amerykański aktor szekspirowski. Pradziadek ze strony ojca Maurice Costello (1877–1950) był też aktorem.
Dorastała w Poinsetta Place w West Hollywood. Kiedy miała siedem lat, przeprowadziła się z rodziną do Sherman Oaks, dzielnicy Los Angeles. Uczęszczała do szkoły podstawowej w Fountain Day School w West Hollywood i Country School. Jej rodzice rozwiedli się w 1984 roku, kiedy miała dziewięć lat. Miała przyrodnie rodzeństwo: brata Johna oraz dwie siostry – Jessicę i Blyth Dolores.

### Kariera
W wieku 11 miesięcy pojawiła się pierwszy raz na ekranie w reklamie jedzenia dla psów, a jako dwulatka trafiła do telewizyjnego melodramatu NBC Suddenly, Love (1978) z Cindy Williams, Eileen Heckart i Paulem Shenarem. W wieku pięciu lat wzięła udział w biograficznym dramacie telewizyjnym CBS Bogie (1980) z Kevinem O’Connorem i thrillerze sci-fi Kena Russella Odmienne stany świadomości (Altered States, 1980) z Williamem Hurtem. Mając sześć lat stała się znana dzięki roli Gertie w filmie Stevena Spielberga E.T. (1982), za którą otrzymała Young Artist Award w kategorii najlepsza młoda aktorka drugoplanowa. Jako 7-latka była najmłodszą osobą, która kiedykolwiek pełniła funkcję gospodarza Saturday Night Live. Dwa lata później Mark L. Lester zaangażował ją do filmu Podpalaczka (Firestarter, 1984) u boku Davida Keitha i Heather Locklear. Za rolę Casey Brodsky w komediodramacie Charlesa Shyera Różnice nie do pogodzenia (Irreconcilable Differences, 1984) z Shelley Long i Ryanem O’Nealem została nominowana do Złotego Globu dla najlepszej aktorki drugoplanowej.
Nagła popularność niefortunnie wpłynęła na jej dzieciństwo, gdyż szybko sięgnęła po alkohol i narkotyki, uzależniając się od nich. Ten okres opisała w wydanej w 1991 roku (gdy miała 16 lat) autobiografii Little Girl Lost (Mała zagubiona dziewczynka). Po wielu kuracjach odwykowych zaczęła pojawiać się w mediach jako symbol seksu, co sprowokowało Spielberga (jej mentora) do podarowania jej na 20. urodziny kocyka z napisem „Przykryj się”. W 1989 roku ogłosiła, że ostatecznie zerwała z nałogami. Jednak niedługo potem próbowała popełnić samobójstwo podcinając sobie żyły.
Kiedy miała 17 lat jej nagie zdjęcie ukazało się na okładce magazynu Interview. Dostała główną rolę w thrillerze Trujący bluszcz (Poison Ivy, 1992) z Cheryl Ladd. Jej rola Anity Minteer w Guncrazy – Zawsze strzelaj dwa razy (Guncrazy, 1992) po raz drugi przyniosła nominację do Złotego Globu. W opartym na faktach dramacie telewizyjnym ABC Historia Amy Fisher (The Amy Fisher Story, 1993) zagrała postać nastoletniej zabójczyni żony swojego kochanka. W kobiecym westernie Wystrzałowe dziewczyny (Bad Girls, 1994) z Madeleine Stowe, Mary Stuart Masterson i Andie MacDowell wystąpiła jako Lilly Laronette. W 1995 roku pozowała dla Playboya, a także pokazała swoje piersi w talk-show Davida Lettermana. Po występie w Batman Forever (1995) Joela Schumachera jako Sugar, moll dla Dwie Twarze (Tommy Lee Jones) i Chłopaki na bok (Boys on the Side, 1995) z Whoopi Goldberg i Mary-Louise Parker, wcieliła się w rolę psychicznie chorej Casey Roberts w melodramacie Szalona miłość (Mad Love, 1995) z Chrisem O’Donnellem. Wzięła udział w serii reklam Guess.
Z czasem Barrymore stała się dojrzałą aktorką. Za rolę licealistki Casey Becker, terroryzowanej serią telefonów od zabójcy w masce, w slasherze Wesa Cravena Krzyk (Scream, 1996) była nominowana do Nagrody Saturna w kategorii najlepsza aktorka drugoplanowa. Zaczęła również angażować się w produkcję filmów; założyła agencję produkcji Flower Films, w tym Aniołki Charliego (Charlie’s Angels, 2000), sequel Aniołki Charliego: Zawrotna szybkość (Charlie’s Angels: Full Throttle, 2003) i Starsza pani musi zniknąć (Duplex, 2003).

## Życie prywatne
Drew była trzykrotnie zamężna. Po raz pierwszy wyszła za mąż 20 marca 1994, w wieku 19 lat; jej wybrankiem był Jeremy Thomas. Niecałe dwa miesiące po ślubie Drew złożyła pozew o rozwód. W 1999 roku zaczęła spotkać się z Tomem Greenem. Barrymore i Green zaręczyli się w lipcu 2000 roku, a w lipcu 2001 roku wzięli ślub. Zaledwie pięć miesięcy później, w grudniu 2001 roku, Green złożył pozew o rozwód, podając za powód różnice nie do pogodzenia. W 2002 roku Drew poznała na festiwalu Coachella Fabrizio Morettiego, perkusistę zespołu The Strokes. Spotykali się przez blisko pięć lat, kończąc swój związek w styczniu 2007 roku. Między 2007 a 2010 Drew kilkakrotnie spotykała i rozstawała się z aktorem Justinem Longiem.
W 2011 Drew zaczęła spotykać się z Willem Kopelmanem, handlarzem dziełami sztuki. W styczniu 2012 roku para potwierdziła swoje zaręczyny. Barrymore i Kopelman wzięli ślub 2 czerwca 2012 roku w Montecito w Kalifornii. Mają dwie córki: Olive Barrymore Kopelman (ur. 26 września 2012) i Frankie Barrymore Kopelman (ur. 22 kwietnia 2014). 2 kwietnia 2016 roku Barrymore i Kopelman wydali za pośrednictwem magazynu „People” oświadczenie, w którym oficjalnie potwierdzili doniesienia o ich separacji i planowanym rozwodzie. Rozwiedli się 3 sierpnia 2016.
Przez pewien czas do 2002 była wegetarianką i promowała działania organizacji PETA na rzecz zwierząt.
Od okresu nastoletniego deklaruje się jako osoba biseksualna.

## Filmografia

### Aktorka
Filmy fabularne
- 1978: Suddenly, Love − Bobbi Graham (niewymieniona w czołówce)
- 1980: Bogie − Leslie Bogart
- 1980: Odmienne stany świadomości (Altered States) – Margaret Jessup
- 1982: E.T. (E.T. the Extra-Terrestrial) – Gertie
- 1984: Podpalaczka (Firestarter) – Charlene 'Charlie' McGee
- 1984: Różnice nie do pogodzenia (Irreconcilable Differences) – Casey Brodsky
- 1985: Oko kota (Cat's Eye) – Amanda
- 1985: Star Fairies − Hillary (głos)
- 1986: W krainie zabawek (Babes in Toyland) – Lisa Piper
- 1987: A Conspiracy of Love – Jody Woldarski
- 1989: Daleko od domu (Far from Home) – Joleen Cox
- 1989: Zobaczymy się jutro (See You in the Morning) – Cathy Goodwin
- 1991: Motorama – dziewczyna
- 1992: Rysopis mordercy (Sketch Artist) – Daisy Drew
- 1992: Guncrazy – Zawsze strzelaj dwa razy (Guncrazy) – Anita Minteer
- 1992: Trujący bluszcz (Poison Ivy) – Ivy
- 1992: Gabinet figur woskowych 2: Zagubieni w czasie (Waxwork II: Lost in Time) – ofiara wampira
- 1993: Świat Wayne’a 2 (Wayne’s World 2) – Bjergen Kjergen
- 1993: Podwójne wcielenie (Doppelganger) – Holly Gooding
- 1993: Nie ma kryjówki (No Place to Hide) – Tinsel Hanley
- 1993: Historia Amy Fisher (The Amy Fisher Story) − Amy Fisher
- 1994: Wystrzałowe dziewczyny (Bad Girls) – Lilly Laronette
- 1994: Inside the Goldmine – Daisy
- 1995: Batman Forever – Sugar
- 1995: Szalona miłość (Mad Love) – Casey Roberts
- 1995: Chłopaki na bok (Boys on the Side) – Holly Pulchik-Lincoln
- 1996: Krzyk (Scream) – Casey Becker
- 1996: Wszyscy mówią: kocham cię (Everyone Says I Love You) – Skylar Dandridge
- 1997: Drużbowie (Best Men) – Hope
- 1997: Pobożne życzenie (Wishful Thinking) – Lena
- 1998: Miłość i frytki (Home Fries) – Sally Jackson
- 1998: Długo i szczęśliwie (Ever After) – Danielle De Barbarac
- 1998: Od wesela do wesela (The Wedding Singer) – Julia Sullivan
- 1999: Olive, the Other Reindeer − Olive (głos)
- 1999: Ten pierwszy raz (Never Been Kissed) – Josie Geller
- 2000: Aniołki Charliego (Charlie’s Angels) – Dylan Sanders
- 2000: Titan – Nowa Ziemia (Titan A.E.) − Akima
- 2000: Bezwiedne figle – O czym się nie mówi (Skipped Parts) – dziewczyna
- 2001: Chłopaki mojego życia (Riding In Cars With Boys) – Beverly Donofrio
- 2001: Luźny gość (Freddy Got Fingered) – recepcjonistka pana Davidsona
- 2001: Donnie Darko – Karen Pomeroy
- 2002: Niebezpieczny umysł (Confessions of a Dangerous Mind) – Penny
- 2003: Starsza pani musi zniknąć (Duplex) – Nancy Kendricks
- 2003: Aniołki Charliego: Zawrotna szybkość (Charlie’s Angels: Full Throttle) – Dylan Sanders
- 2004: 50 pierwszych randek (50 First Dates) – Lucy Whitmore
- 2005: Miłosna zagrywka (Fever Pitch) – Lindsey Meeks
- 2006: Ciekawski George (Curious George) − Maggie (głos)
- 2007: Lucky You – Pokerowy blef (Lucky You) – Billie Offer
- 2007: Prosto w serce (Music and Lyrics) – Sophie Fisher
- 2008: Kobiety pragną bardziej (He's Just Not That Into You) − Mary
- 2008: Cziłała z Beverly Hills (Beverly Hills Chihuahua) − Chloe (głos)
- 2009: Wszyscy mają się dobrze (Everybody's Fine) − Rosie Goode
- 2009: Dziewczyna z marzeniami (Whip It) − Smashly Simpson
- 2009: Szare ogrody (Grey Gardens) − mała Edie
- 2010: Stosunki międzymiastowe (Going The Distance) − Erin
- 2012: Na ratunek wielorybom (Big Miracle) − Rachel Kramer
- 2014: Rodzinne rewolucje (Blended) – Lauren
- 2015: Już za tobą tęsknię (Miss You Already) – Jess
- 2020: Dublerka (The Stand In) – Paula / Candy Black
- 2021: Świąteczny zamek (A Castle for Christmas) – jako ona sama (cameo)
- 2022: Krzyk (Scream) – Casey Becker (głos) (cameo)

### Seriale, reżyseria, produkcja
| L.p. | Seriale                                                                        | Producent wykonawczy                                        | Producent                                                                    | Reżyser                                                |
| ---- | ------------------------------------------------------------------------------ | ----------------------------------------------------------- | ---------------------------------------------------------------------------- | ------------------------------------------------------ |
| 1.   | 1985: ABC Weekend Specials – Con Sawyer                                        | 1999: Ten pierwszy raz (Never Been Kissed)                  | 2000: Aniołki Charliego (Charlie’s Angels)                                   | 2004: Choose or Lose Presents: The Best Place to Start |
| 2.   | 1986: The Ray Bradbury Theater − Heather Leary                                 | 1999: Olive, the Other Reindeer                             | 2003: Aniołki Charliego: Zawrotna szybkość (Charlie’s Angels: Full Throttle) | 2009: Dziewczyna z marzeniami (Whip It)                |
| 3.   | 1989: CBS Schoolbreak Special – Susan                                          | 2001: Donnie Darko                                          | 2003: Starsza pani musi zniknąć (Duplex)                                     |                                                        |
| 4.   | 1992: Malibu Road 2000 – Lindsay Rule                                          | 2008: Shoot to Kill                                         | 2005: Miłosna zagrywka (Fever Pitch)                                         |                                                        |
| 5.   | 2000: Simpsonowie (The Simpsons) − Sophie (głos)                               | 2009: Dziewczyna z marzeniami (Whip It)                     |                                                                              |                                                        |
| 6.   | 2005–2013: Głowa rodziny (Family Guy) − pani Lockhart / Jillian Russell (głos) | 2009: Kobiety pragną bardziej (He's Just Not That Into You) |                                                                              |                                                        |
| 7.   | 2016: Odd Mom Out − Meredith                                                   |                                                             |                                                                              |                                                        |
| 8.   | 2017: Santa Clarita Diet − Sheila Hammond                                      |                                                             |                                                                              |                                                        |

## Nagrody
- Złoty Glob Najlepsza aktorka w miniserialu lub filmie telewizyjnym: 2010 Szare ogrody
- Nagroda Gildii Aktorów Ekranowych Najlepsza aktorka w miniserialu lub filmie telewizyjnym: 2010 Szare ogrody